# Кравник липкий
Кравник липкий (Odontites glutinosus) — вид квіткових рослин родини вовчкових (Orobanchaceae).

## Біоморфологічна характеристика
Це напівпаразитичний однорічник. Рослина заввишки 10–30 см. Стебла запушені тонкими білими, загнутими вниз простими волосками і потовщеними, великоголовковими, жовтими, залозистими. Чашечка волосиста та залозиста, зубці на краю залозисто-війчасті. Віночок жовтий, 10–15 мм завдовжки, зовні у верхній частині запушений, верхня шоломоподібна губа, коротша від нижньої.

## Поширення
Зростає на півдні Європи та заході Азії (Албанія, Болгарія, Греція [у т. ч. Крит], Крим, Ліван, Сирія, Північний Кавказ, Грузія, Вірменія, азійська Туреччина, сх. Сербія); інтродукований до Франції.
В Україні вид росте на кам'янистих схилах та осипах, яйлах — у Криму, рідко.